# Platypalpus albiseta
Platypalpus albiseta är en tvåvingeart som först beskrevs av Georg Wolfgang Franz Panzer 1806.  Platypalpus albiseta ingår i släktet Platypalpus och familjen puckeldansflugor. Arten är reproducerande i Sverige. Inga underarter finns listade i Catalogue of Life.